# Splachnaceae
Splachnaceae, biljna porodica pravih mahovina u redu Splachnales. Sastoji se od 6 priznatih rodova. Ime je dobila po rodu Splachnum

## Rodovi
1. Aplodon R. Br.
2. Moseniella Broth.
3. Splachnum Hedw.
4. Tayloria Hook.
5. Tetraplodon Bruch & Schimp.
6. Voitia Hornsch.